# Jacques Tuyisenge
Jacques Tuyisenge (ur. 22 września 1991 w Gisenyi) – rwandyjski piłkarz grający na pozycji napastnika. Od 2022 jest zawodnikiem klubu AS Kigali FC.

## Kariera klubowa
Swoją karierę piłkarską Tuyisenge rozpoczął w klubie SC Kiyovu Sport. W sezonie 2009/2010 zadebiutował w jego barwach w pierwszej lidze rwandyjskiej. W sezonie 2010/2011 został z nim wicemistrzem kraju. W latach 2011-2016 grał w Police FC, z którym dwukrotnie wywalczył wicemistrzostwo Rwandy w sezonach 2011/2012 i 2012/2013 oraz sięgnął po Puchar Rwandy w 2015 roku. W latach 2016-2019 występował w kenijskim Gor Mahia. Trzykrotnie został z nim mistrzem Kenii w sezonach 2017, 2018 i 2018/2019 oraz raz wicemistrzem w sezonie 2016. W sezonie 2019/2020 grał w angolskim Atlético Petróleos de Luanda. W latach 2020-2022 był grał w APR FC, z którym wywalczył dwa mistrzostwa Rwandy w sezonach 2020/2021 i 2021/2022. W 2022 przeszedł do AS Kigali FC.

## Kariera reprezentacyjna
W reprezentacji Rwandy Tuyisenge zadebiutował 26 marca 2011 w wygranym 3:1 meczu kwalifikacji do Pucharu Narodów Afryki 2012 z Burundi, rozegranym w Kigali.